# Allahabad Bank
Allahabad Bank — индийский коммерческий банк. Был основан в 1865 году, в 2020 году поглощён Indian Bank.

## История
Банк был основан в 1865 году а Аллахабаде. В 1920 году был куплен P&O Bank, банковским подразделением судоходной компании Peninsular and Oriental Steam Navigation Company. В 1923 году штаб-квартира банка была перенесена в Калькутту. P&O Bank в 1927 году был поглощён британским Chartered Bank of India, Australia and China (с 1969 года Standard Chartered), но Allahabad Bank оставался в его составе обособленной дочерней структурой. В 1969 году Allahabad Bank был национализирован правительством Индии вместе с 13 другими крупными коммерческими банками страны. В 1989 году Allahabad Bank поглотил United Industrial Bank, также базировавшийся в Калькутте. В 2002 году банк провёл первичное размещение акций, в результате доля государства в нём сократилась до 71 %; после дополнительной эмиссии акций в 2005 году государственный пакет уменьшился до 55 %. В 2007 году в Гонконге было открыто первое зарубежное отделение банка. 30 августа 2019 года министерством финансов было принято решение о слиянии 10 контролируемых государством банков в 4, в частности Allahabad Bank был присоединён к Indian Bank. Официально слияние состоялось 1 апреля 2020 года (начало финансового года в Индии).

## Деятельность
Сеть банка насчитывала 3230 отделений. Активы на 31 марта 2019 года составляли 2,5 трлн рупий ($34 млрд), 2018—19 финансовый год банк завершил с убытком 8,5 млрд рупий.